# The Great Gatsby (1974)
The Great Gatsby is een dramafilm uit 1974, die is gebaseerd op de gelijknamige roman van F. Scott Fitzgerald. De film werd geregisseerd door Jack Clayton naar een scenario van Francis Ford Coppola. De hoofdrollen zijn voor Robert Redford, Mia Farrow, Bruce Dern, Karen Black, Scott Wilson, Sam Waterston en Lois Chiles.
De film bracht wereldwijd $20.563.273 op, ruim drie keer zoveel als de productie ervan heeft gekost. The Great Gatsby won twee Oscars en vijf andere prijzen uit een totaal van tien nominaties.

## Verhaal
Nick Carraway verhuist in 1922 van Minnesota naar Long Island. Hij leert daar zijn buurman Jay Gatsby kennen, met wie hij bevriend raakt. Gatsby organiseert in zijn grote huis uitbundige feesten.
Jay Gatsby is verliefd op Carraways nicht Daisy Buchanan, met wie hij vroeger een relatie had, voordat hij als officier aan de Eerste Wereldoorlog deelnam. Buchanan trouwde in die tijd met Tom, terwijl Gatsby met het smokkelen van alcohol aan geld probeerde te komen.
Carraway regelt een nieuwe ontmoeting tussen Gatsby en Buchanan en de liefde blijkt wederzijds. Buchanan wil echter haar echtgenoot Tom niet verlaten.
Aan het eind van de film wordt de zaak nog ingewikkelder. Nadat automonteur Wilson ontdekt dat zijn vrouw Myrtle met iemand een relatie had holt Myrtle het huis uit en wordt ze dodelijk aangereden. George Wilson vermoedt dat zijn vrouw een relatie met Gatsby had en vermoordt hem; vervolgens pleegt hij zelfmoord. Myrtle had echter een relatie met Tom en juist Tom vertelde Wilson van wie de auto was die na het ongeluk was doorgereden, waar echter niet Gatsby maar Daisy aan het stuur zat.

## Rolverdeling
| Acteur              | Personage       |
| ------------------- | --------------- |
| Hoofdrollen         |                 |
| Robert Redford      | Jay Gatsby      |
| Mia Farrow          | Daisy Buchanan  |
| Bruce Dern          | Tom Buchanan    |
| Karen Black         | Myrtle Wilson   |
| Scott Wilson        | George Wilson   |
| Sam Waterston       | Nick Carraway   |
| Lois Chiles         | Jordan Baker    |
| Bijrollen           |                 |
| Edward Herrmann     | Klipspringer    |
| Sammy Smith         | Komiek          |
| Kathryn Leigh Scott | Catherine       |
| Vincent Schiavelli  | Dunne man       |
| Roberts Blossom     | Mr. Gatz        |
| Beth Porter         | Mrs. McKee      |
| Howard Da Silva     | Meyer Wolfsheim |
| Patsy Kensit        | Pamela Buchanan |

## Achtergrond

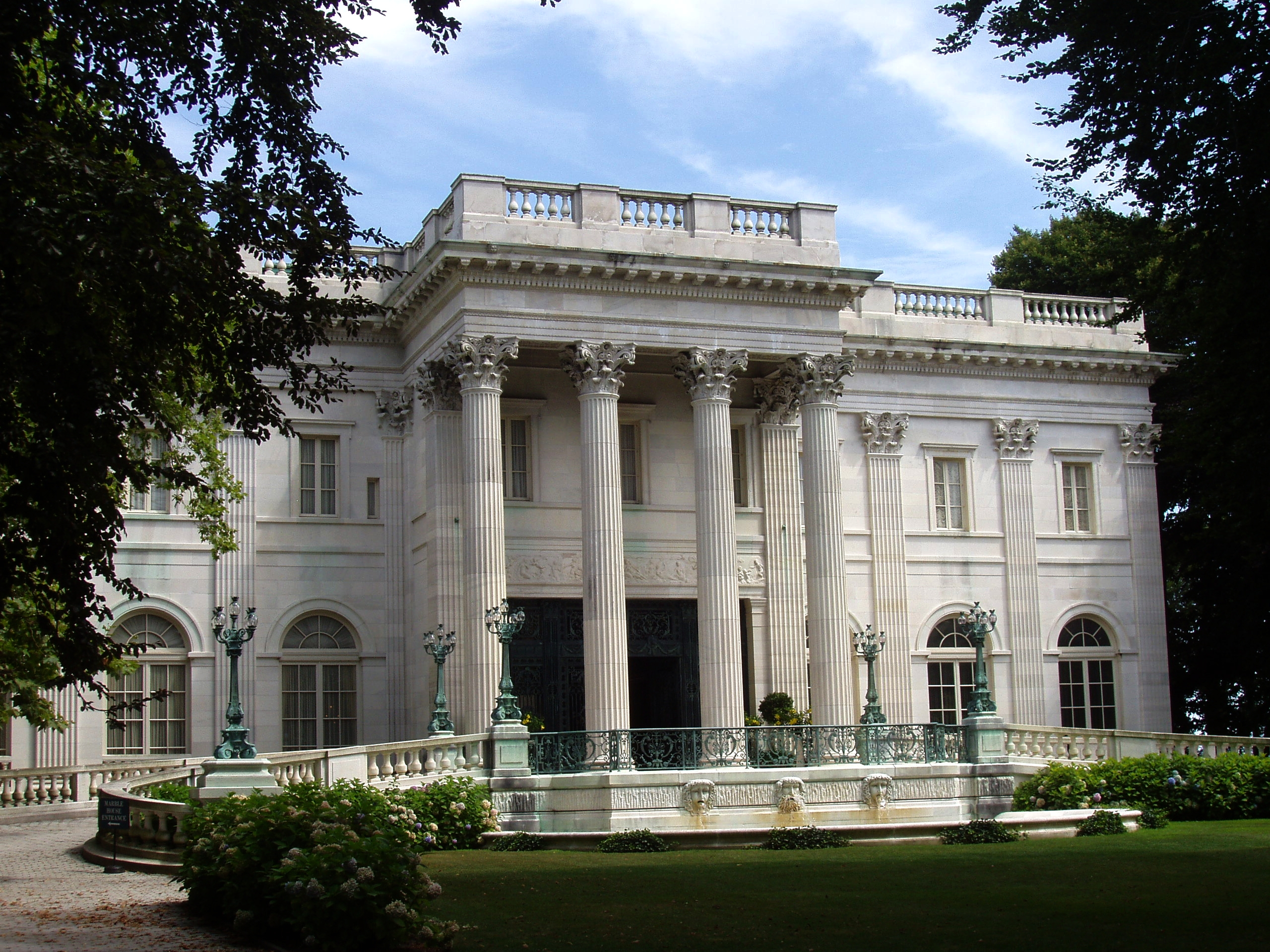
Het Marble House was een van de filmlocaties en diende als Jay Gatsby's woning.

De film is de derde verfilming van de roman De grote Gatsby. De eerste twee werden ook door Paramount Pictures gemaakt: The Great Gatsby uit 1926, een stomme, verloren film, en The Great Gatsby uit 1949 met onder anderen Alan Ladd als Jay Gatsby en Betty Field als Daisy Buchanan.
De rechten voor de roman verkreeg Robert Evans in 1971, waardoor zijn toenmalige vrouw, Ali MacGraw, de rol van Daisy kon vertolken. Andere actrices die voor deze rol in aanmerking kwamen waren Faye Dunaway, Candice Bergen, Katharine Ross, Lois Chiles en Mia Farrow. Nadat McGraw Evans verliet en een relatie kreeg met Steve McQueen, nam Farrow de rol op zich en kreeg Chiles de rol van Jordan Wilson. Warren Beatty, Jack Nicholson en Steve McQueen kwamen alle drie in aanmerking voor de rol van Gatsby, maar daar werd later óf van afgezien óf zij haakten zelf af. Beatty wilde graag dat producer Evans de rol van Gatsby op zich nam, en Nicholson meende dat McGraw, die op dat moment nog meedeed, niet geschikt was als Daisy. Ten tijde van de opnames voor de film was Farrow zwanger, waardoor zij te zien is in loshangende, licht waaiende kleding en veelal te zien is in close-ups.
Truman Capote was de oorspronkelijke scenarioschrijver, maar hij werd vervangen door Francis Ford Coppola.
De gebouwen Rosecliff en Marble House in Newport, Rhode Island, werden gebruikt als het huis van Gatsby en de scènes in het huis van de Buchanans werden opgenomen in de Pinewood Studios in het Engelse Buckinghamshire. Ook werd gefilmd in New York.
In 2013 kwam een remake van The Great Gatsby uit met o.a. acteurs Tobey Maguire en Leonardo DiCaprio in de hoofdrol.

## Prijzen en nominaties
| jaar | prijs                     | categorie                             | genomineerde(n)    | uitslag     |
| ---- | ------------------------- | ------------------------------------- | ------------------ | ----------- |
| 1974 | Best Cinematography Award | Beste cinematografie                  | Douglas Slocombe   | gewonnen    |
| 1975 | Oscar                     | Beste kostuumontwerp                  | Theoni V. Aldredge | gewonnen    |
| 1975 | Oscar                     | Beste muziek                          | Nelson Riddle      | gewonnen    |
| 1975 | BAFTA Award               | Beste artdirection                    | John Box           | gewonnen    |
| 1975 | BAFTA Award               | Beste cinematografie                  | Douglas Slocombe   | gewonnen    |
| 1975 | BAFTA Award               | Beste kostuumontwerp                  | Theoni V. Aldredge | gewonnen    |
| 1975 | Golden Globe              | Beste vrouwelijke bijrol              | Karen Black        | gewonnen    |
| 1975 | Golden Globe              | Beste mannelijke bijrol               | Bruce Dern         | genomineerd |
| 1975 | Golden Globe              | Beste mannelijke bijrol               | Sam Waterston      | genomineerd |
| 1975 | Golden Globe              | Meest belovende mannelijke nieuwkomer | Sam Waterston      | genomineerd |